# Liste der Baudenkmale in Bergen an der Dumme
In der Liste der Baudenkmale in Bergen an der Dumme sind alle Baudenkmale der niedersächsischen Gemeinde Bergen an der Dumme aufgelistet. Die Quelle der  Baudenkmale, der ID's und der Beschreibungen ist der Denkmalatlas Niedersachsen. Der Stand der Liste ist der 28. Oktober 2021.

## Allgemein
In den Spalten befinden sich folgende Informationen:
- Lage: die Adresse des Baudenkmales und die geographischen Koordinaten. Kartenansicht, um Koordinaten zu setzen. In der Kartenansicht sind Baudenkmale ohne Koordinaten mit einem roten Marker dargestellt und können in der Karte gesetzt werden. Baudenkmale ohne Bild sind mit einem blauen Marker gekennzeichnet, Baudenkmale mit Bild mit einem grünen Marker.
- Bezeichnung: Bezeichnung des Baudenkmales
- Beschreibung: die Beschreibung des Baudenkmales. Unter § 3 Abs. 2 NDSchG werden Einzeldenkmale und unter § 3 Abs. 3 NDSchG Gruppen baulicher Anlagen und deren Bestandteile ausgewiesen.
- ID: die Objekt-ID des Baudenkmales
- Bild: ein Bild des Baudenkmales, ggf. zusätzlich mit einem Link zu weiteren Fotos des Baudenkmals im Medienarchiv Wikimedia Commons. Wenn man auf das Kamerasymbol klickt, können Fotos zu Baudenkmalen aus dieser Liste hochgeladen werden:

## Bergen an der Dumme
Bergen erstreckt sich entlang der B 71 zwischen Uelzen und Salzwedel an einer alten Territorialgrenze (u. a. innerdeutsche Grenze zu Zeiten der DDR, heute Landesgrenze zwischen Niedersachsen und Sachsen-Anhalt). Der Flecken bestand noch im 19. Jahrhundert nur aus einer zweizeiligen Reihensiedlung. Ein Brand am 2. Mai 1840 legte den größten Teil des Ortes in Schutt und Asche. Beim Wiederaufbau der heutigen Breiten Straße wurde die Bebauung etwas ausgedünnt und ein Teil der Anwohner an der Neuen Straße Richtung Jiggel neu angesiedelt. An den Ausfallstraßen erfolgten im ausgehenden 19. und frühen 20. Jahrhundert weitere Nachsiedlungen. Die Bahnhofstraße kam hinzu, als Bergen im Jahr 1873 einen inzwischen nicht mehr existenten Bahnanschluss erhielt.
Der Wiederaufbau ab 1840 wurde durch großzügige zweigeschossige Wohnhäuser geprägt. Die traufständigen, meist in Ziegelfachwerk errichteten Gebäude erhielten straßenseitig oft Putzfassaden. Rückwärtig waren diese Ackerbürgerstellen mit landwirtschaftlichen Nebengebäuden versehen. Dazwischen existierten außerdem Gewerbebetriebe (Brauerei, Brennerei, Leineweberei). Im Osten des Fleckens haben einige Gebäude den großen Brand überstanden und vermitteln einen Eindruck vom früheren Ortsbild. Der wirtschaftliche Niedergang dieser Region seit Ausgang des 19. Jahrhunderts hat zu einer weitgehenden Konservierung der damaligen Baustruktur des Ortes geführt. Das spätklassizistisch geprägte Ortsbild gilt daher auch als das besterhaltene im Kreisgebiet von Lüchow-Dannenberg.

### Gruppe baulicher Anlagen in Bergen an der Dumme
| Lage                                          | Bezeichnung              | Beschreibung | ID       | Bild |
| --------------------------------------------- | ------------------------ | --- | -------- | ---- |
| Breite Straße 52° 53′ 26″ N, 10° 57′ 37″ O    | Siedlungskern (Ortskern) | Von der ersten Besiedlung an der Dumme hat sich nach Westen eine Straßensiedlung entwickelt, die 1203 das erste Mal urkundlich erwähnt wurde. Bis ins 19. Jahrhundert bestand Bergen lediglich aus der Breiten Straße. Am 2. Mai 1840 vernichtete ein Großbrand fast sämtliche Bergener Häuser, die anschließend bis zum Ende des 19. Jahrhunderts lockerer wieder aufgebaut wurden. Durch die Lage als Grenzort während der innerdeutschen Teilung ist das spätklassizistische Ortsbild von Bergen bis heute gut erhalten geblieben. | 30825496 |      |
| Breite Straße 85 52° 53′ 23″ N, 10° 58′ 10″ O | Villa                    | 'Haus Hehlen' an der Ausfallstraße nach Salzwedel. Großzügiges ländliches Wohnhaus (Villa) mit parkartigem Garten vom Beginn des 20. Jahrhunderts. Dazu gehören ein zeitgleich errichtetes Nebengebäude, ein Gartenpavillon an der westlichen Grundstücksecke und die zeitgenössische Einfriedung. | 30825507 |      |

### Einzelobjekte in Bergen an der Dumme
| Lage                                          | Bezeichnung         | Beschreibung | ID       | Bild           |
| --------------------------------------------- | ------------------- | --- | -------- | -------------- |
| Breite Straße 52° 53′ 25″ N, 10° 57′ 30″ O    | Kirche (Bauwerk)    | Ein Vorgängerbau der Pauluskirche Bergen an der Dumme war 1836 so baufällig gewesen, dass er abgerissen werden musste. Der Neubau fiel dann nur wenige Jahre später dem großen Brand in Bergen zum Opfer. Der abermalige Neubau der „Pauluskirche“ nach 1840 wurde entgegen der traditionellen Ausrichtung in Nord-Süd-Richtung vorgenommen, mit dem Turm an der Nordseite. Der klassizistische Saalbau besteht aus Ziegelmauerwerk mit Putzgliederungen. | 30831078 | Weitere Bilder |
| Breite Straße 1 52° 53′ 27″ N, 10° 57′ 24″ O  | Wohnhaus            | Eingeschossiger, traufständiger Fachwerkbau unter Halbwalmdach. Ausgebautes Dachgeschoss. Straßenseitig mittiger dreiachsiger Risalit unter Satteldach. Straßenseitig vorgeblendete Putzfassade mit Quaderimitation. Profilierte Fensterrahmungen. Zeitgenössische zweiflügelige Eingangstür. Errichtet 1840/41. | 30831218 |                |
| Breite Straße 2 52° 53′ 26″ N, 10° 57′ 24″ O  | Wohnhaus            | Durch Aufstockung eines traufständigen, spätklassizistischen Fachwerkbaues entstandenes zweigeschossiges Haus. Putzfassade im Erdgeschoss, darüber Fachwerk mit Backsteinausfachung. Sattel- und Walmdach in Schieferdeckung. Markante Nordostecke durch im Obergeschoss auskragenden polygonalen Erker unter spitzem Pyramidendach. Zeitgenössische zweiflüglige Hauseingangstür. Vorgelagerte Treppe. Errichtet 1840/41; Obergeschoss um 1910.          | 30831178 |                |
| Breite Straße 3 52° 53′ 27″ N, 10° 57′ 25″ O  | Wohnhaus            | Zweigeschossiger, traufständiger Fachwerkbau unter Satteldach in Ziegeldeckung mit straßenseitigem mittigem Zwerchhaus. Errichtet 1840/41. | 30830983 |                |
| Breite Straße 4 52° 53′ 26″ N, 10° 57′ 25″ O  | Wohnhaus            | Eingeschossiges, traufständiges Fachwerkhaus mit Backsteinausfachung und unter Halbwalmdach in Ziegeldeckung. Errichtet 1840/41. | 30831199 |                |
| Breite Straße 5 52° 53′ 27″ N, 10° 57′ 26″ O  | Wohnhaus            | Zweigeschossiges, traufständiges Fachwerkhaus mit hell geschlämmter Backsteinausfachung. Satteldach in Ziegeldeckung. Großes, dreiachsiges Zwerchhaus straßenseitig. Errichtet 1840/41. | 30831159 |                |
| Breite Straße 6 52° 53′ 26″ N, 10° 57′ 26″ O  | Wohnhaus            | Eingeschossiger traufständiger Fachwerkbau unter Satteldach mit großem straßenseitigem Zwerchhaus. Errichtet in der Mitte des 19. Jahrhunderts. | 38550813 |                |
| Breite Straße 7 52° 53′ 27″ N, 10° 57′ 27″ O  | Wohnhaus            | Zweigeschossiges, traufständiges Fachwerkhaus mit Backsteinausfachung. Satteldach in Ziegeldeckung. Errichtet 1840/41. | 30831140 |                |
| Breite Straße 8 52° 53′ 26″ N, 10° 57′ 28″ O  | Wohnhaus            | Großes freistehendes zweigeschossiges Fachwerkhaus mit hell geschlämmter Backsteinausfachung, traufständig zur Breiten Straße. Unter Halbwalmdach in Ziegeldeckung. Hoher massiver Sockel, teilunterkellert. Zeitgenössische, zweiflügelige Haustür. Vorgelagerte Treppe. Errichtet als Pfarr- und Pfarrwitwenhaus 1840/41. | 30830840 |                |
| Breite Straße 9 52° 53′ 27″ N, 10° 57′ 28″ O  | Wohnhaus            | Großes, traufständiges, zweigeschossiges Fachwerkhaus mit hell geschlämmter Backsteinausfachung. Unter Halbwalmdach. Dreiachsiges Zwerchhaus mittig in der straßenseitigen Dachfläche. Zweiflügelige, zeitgenössische Haustür. Vorgelagerte Treppe. Durchfahrt zum rückwärtigen Wirtschaftshof rechts. Errichtet 1840/41. | 30830962 |                |
| Breite Straße 10 52° 53′ 26″ N, 10° 57′ 32″ O | Wohnhaus            | Zweigeschossiger, traufständiger, symmetrischer Fachwerkbau mit hell geschlämmter Backsteinausfachung. Halbwalmdach in Ziegeldeckung. Zweiachsiges Zwerchhaus straßenseitig. Zweiflügelige zeitgenössische Haustür. Vorgelagerte Treppe. Errichtet 1840/41. | 30830941 |                |
| Breite Straße 11 52° 53′ 27″ N, 10° 57′ 29″ O | Wohnhaus            | Massiver, zweigeschossiger, traufständiger Bau unter Satteldach. Südliche Straßenfassade backsteinsichtig. Errichtet Ende des 19. Jahrhunderts als Ersatz für das 1826 hier errichtete Schulhaus mit Lehrerwohnung. | 30831429 |                |
| Breite Straße 12 52° 53′ 26″ N, 10° 57′ 33″ O | Wohn-/Geschäftshaus | Zweigeschossiger traufständiger symmetrischer verputzter Massivbau unter Halbwalmdach in Hohlpfannendeckung. Dreiachsiges Zwerchhaus unter flach geneigtem Giebel. Zweiflügelige zeitgenössische Haustür mit vorgelegter Treppe. Darüber Balkon. Errichtet 1840/41. | 30830920 |                |
| Breite Straße 13 52° 53′ 27″ N, 10° 57′ 30″ O | Wohnhaus            | Zweigeschossiger, traufständiger, symmetrischer Fachwerkbau auf hohem Natursteinsockel. Hell geschlämmte Backsteinausfachung. Halbwalmdach in Ziegeldeckung. Errichtet 1840/41 durch den hannoverschen Konsistorialbaumeister Friedrich August Ludwig Hellner als „Cantorey“ (Küsterhaus). | 30830899 |                |
| Breite Straße 14 52° 53′ 26″ N, 10° 57′ 34″ O | Wohnhaus            | Zweigeschossiges traufständiges Fachwerkhaus mit hell geschlämmter Backsteinausfachung. Satteldach in Ziegeldeckung, Zwerchgiebel in straßenseitiger Dachfläche. Zeitgenössische zweiflügelige Hauseingangstür. Errichtet 1840/41. | 30831448 |                |
| Breite Straße 15 52° 53′ 27″ N, 10° 57′ 30″ O | Wohnhaus            | Zweigeschossiger Fachwerkbau mit hell geschlämmter Backsteinausfachung. Satteldach in Ziegeldeckung. Zweiachsiges, mittiges Zwerchhaus. Durchfahrt zum rückwärtigen Wirtschaftshof rechts. Errichtet 1840/41. | 30830880 |                |
| Breite Straße 17 52° 53′ 27″ N, 10° 57′ 31″ O | Wohnhaus            | Zweigeschossiger, giebelständiger Fachwerkbau mit hell geschlämmter Backsteinausfachung. Halbwalmdach in Ziegeldeckung. Hauseingang seitlich in der Ostfassade. Errichtet 1840/41. | 30830802 |                |
| Breite Straße 18 52° 53′ 26″ N, 10° 57′ 35″ O | Wohnhaus            | Zweigeschossiger, traufständiger Fachwerkbau mit erneuerter Fassade. Unter Halbwalmdach. Flach geneigter Dreiecksgiebel mittig in der straßenseitigen Dachfläche. Zweiflügelige, zeitgenössische Haustür in der Symmetrieachse. Vorgelagerte Treppe. Errichtet 1840/41. | 30830781 |                |
| Breite Straße 19 52° 53′ 27″ N, 10° 57′ 32″ O | Wohnhaus            | Zweigeschossiger, traufständiger Massivbau mit hellem Putz. Halbwalmdach in Ziegeldeckung. Dreiachsiger Mittelrisalit unter flach geneigtem Dreiecksgiebel. Mittige Haustür mit vorgelagerter Treppe. Errichtet 1842 (i).Jetzt Apotheke. | 30830760 |                |
| Breite Straße 20 52° 53′ 26″ N, 10° 57′ 36″ O | Wohnhaus            | Zweigeschossiger, giebelständiger Bau unter Mansarddach. Erdgeschoss straßenseitig verändert. Errichtet 1840/41. | 30831486 |                |
| Breite Straße 21 52° 53′ 27″ N, 10° 57′ 33″ O | Wohnhaus            | Giebelständiges, zweigeschossiges Wohnhaus in Fachwerk mit Backsteinausfachung und unter Krüppelwalmdach in Hohlpfannendeckung. Errichtet 1840/41. | 30830741 |                |
| Breite Straße 23 52° 53′ 27″ N, 10° 57′ 33″ O | Wohnhaus            | Giebelständiges zweigeschossiges Wohnhaus in Fachwerk mit Backsteinausfachung und unter Krüppelwalmdach. Errichtet 1840/41. | 30831119 |                |
| Breite Straße 25 52° 53′ 27″ N, 10° 57′ 34″ O | Wohnhaus            | Zweigeschossiger traufständiger Putzbau unter ziegelgedecktem Halbwalmdach. Breites mittiges Zwerchhaus; zeitgenössische zweiflügelige Eingangstür in der Symmetrieachse. Errichtet in der Mitte des 19. Jahrhunderts als Wohnhaus zur rückwärtigen Brauerei. | 37491524 |                |
| Breite Straße 27 52° 53′ 27″ N, 10° 57′ 35″ O | Wohnhaus            | Zweigeschossiger giebelständiger Fachwerkbau unter Halbwalmdach in Ziegelpfannendeckung. Stark erneuert. Zweiflügelige zeitgenössische Hauseingangstür über Vortreppe erhalten. Errichtet 1840/41. | 30831059 | BW             |
| Breite Straße 28 52° 53′ 26″ N, 10° 57′ 39″ O | Wohn-/Geschäftshaus | Zweigeschossiger, giebelständiger Fachwerkbau unter Halbwalmdach. Hell geschlämmte Backsteinausfachung. Einflügelige, zeitgenössische Haustür. Im Erdgeschoss Fachwerkrückbau. Errichtet 1840/41. | 30831467 |                |
| Breite Straße 31 52° 53′ 27″ N, 10° 57′ 36″ O | Wohnhaus            | Zweigeschossiger, traufständiger Fachwerkbau unter Halbwalmdach in Ziegeldeckung. Hell geschlämmte Backsteinausfachung. Zweiflügelige zeitgenössische Haustür. Vorgelagerte Treppe. Durchfahrt zum rückwärtigen Wirtschaftshof links. Errichtet 1840/41. | 30830644 |                |
| Breite Straße 32 52° 53′ 26″ N, 10° 57′ 40″ O | Wohnhaus            | Zweigeschossiger frei stehender Fachwerkbau unter Walmdach in Schieferdeckung. Ausfachungen in Backstein. Zweiachsiges Zwerchhaus mittig in der straßenseitigen Dachfläche. Zweiflügelige zeitgenössische Haustür. Vorgelagerte Treppe. Errichtet 1840/41. | 30830623 |                |
| Breite Straße 34 52° 53′ 26″ N, 10° 57′ 41″ O | Wohnhaus            | Stattlicher, zweigeschossiger Fachwerkbau in Ecklage. Traufseitige Hauptfassade zur Breiten Straße. Hell geschlämmte Backsteinausfachung. Halbwalmdach in Ziegeldeckung. Dreiachsiges Zwerchhaus mittig in der straßenseitigen Dachfläche. Zweiflügelige zeitgenössische Haustür. Vorgelagerte Treppe. Errichtet 1840/41. | 30830583 |                |
| Breite Straße 35 52° 53′ 27″ N, 10° 57′ 38″ O | Rathaus             | Stattlicher traufständiger Fachwerkbau mit zwei normalen und einem dritten niedrigerem Geschoss. Unter Halbwalmdach in Ziegeldeckung. Straßenseitige Fassade verputzt mit Schmuckelementen. Flach geneigter Dreiecksgiebel in der straßenseitigen Dachfläche. Ursprünglich mittiger Hauseingang nach links versetzt. Errichtet 1840/41. Genutzt als Rathaus (bis 2020).                                                                                   | 30830562 |                |
| Breite Straße 36 52° 53′ 26″ N, 10° 57′ 43″ O | Wohnhaus            | Zweigeschossiger verkleideter Fachwerkbau in Ecklage, Obergeschoss verschiefert, Erdgeschoss zur Breiten Straße massiv ersetzt. Mit schwarzen Ziegeln gedecktes, zur Breiten Straße abgewalmtes Satteldach. Errichtet nach 1840. | 30831565 |                |
| Breite Straße 38 52° 53′ 26″ N, 10° 57′ 44″ O | Wohnhaus            | Langgestreckter zweigeschossiger, traufständiger Fachwerkbau unter Satteldach in Ziegeldeckung. Hell geschlämmte Backsteinausfachung. Zweiachsiges Zwerchhaus in der straßenseitigen Dachfläche. Errichtet 1840/41. | 30830114 |                |
| Breite Straße 39 52° 53′ 27″ N, 10° 57′ 39″ O | Wohnhaus            | Zweigeschossiger, giebelständiger Fachwerkbau unter Mansarddach in Ziegeldeckung. Backsteinausfachung, straßenseitig erneuert. Fledermausgaube in der straßenseitigen Dachfläche. Errichtet 1840/41. | 30830543 |                |
| Breite Straße 41 52° 53′ 27″ N, 10° 57′ 40″ O | Wohnhaus            | Zweigeschossiger traufständiger Fachwerkbau mit Backsteinausfachungen, unter ziegelgedecktem Halbwalmdach. Zeitgenössische zweiflügelige Eingangstür. Errichtet in der Mitte des 19. Jahrhunderts. | 38550875 |                |
| Breite Straße 42 52° 53′ 26″ N, 10° 57′ 45″ O | Wohnhaus            | Zweigeschossiger, traufständiger Fachwerkbau unter Halbwalmdach. Zweiachsiges Zwerchhaus mittig in der straßenseitigen Dachfläche. Hell geschlämmte Backsteinausfachung. Erneuerte Haustür. Errichtet 1840/41. | 30831002 |                |
| Breite Straße 43 52° 53′ 27″ N, 10° 57′ 41″ O | Wohnhaus            | Zweigeschossiger, giebelständiger Fachwerkbau unter Halbwalmdach in Ziegeldeckung. Hell geschlämmte Backsteinausfachung. Zeitgenössische zweiflügelige Haustür. Errichtet 1840/41. | 30830503 |                |
| Breite Straße 45 52° 53′ 27″ N, 10° 57′ 41″ O | Wohnhaus            | Zweigeschossiger, traufständiger Fachwerkbau mit Backsteinausfachung unter Satteldach in Ziegeldeckung. Über die gesamte Hausbreite reichendes Zwerchhaus in der straßenseitigen Dachfläche (daher den Eindruck eines giebelständigen Baus erweckend). Einflügelige, zeitgenössische Haustür. Errichtet 1840/41. | 30830484 |                |
| Breite Straße 47 52° 53′ 27″ N, 10° 57′ 42″ O | Wohnhaus            | Zweigeschossiger, traufständiger Fachwerkbau unter Satteldach in Ziegeldeckung. Hell geschlämmte Backsteinausfachung. Einachsiges Zwerchhaus mittig in der straßenseitigen Dachfläche. Errichtet 1840/41. | 30830465 |                |
| Breite Straße 48 52° 53′ 26″ N, 10° 57′ 47″ O | Wohnhaus            | Eingeschossiger, traufständiger Fachwerkbau unter Halbwalmdach. Dreiachsiges Zwerchhaus mittig in der straßenseitigen Dachfläche. Hauseingang mit vorgelegter Stufe. Errichtet 1840/41. | 30830446 |                |
| Breite Straße 49 52° 53′ 27″ N, 10° 57′ 43″ O | Wohnhaus            | Zweigeschossiger, traufständiger Fachwerkbau unter Satteldach in Ziegeldeckung. Hell geschlämmte Backsteinausfachung. Dreiachsiges Zwerchhaus ausmittig in der straßenseitigen Dachfläche. Zweiflügelige, zeitgenössische Haustür. Durchfahrt zum rückwärtigen Wirtschaftshof links. Errichtet 1840/41. | 30830425 |                |
| Breite Straße 50 52° 53′ 26″ N, 10° 57′ 49″ O | Wohnhaus            | Freistehender, zweigeschossiger, traufständiger Fachwerkbau unter Halbwalmdach. Dreiachsiges Zwerchhaus mittig in der straßenseitigen Dachfläche. Östliche Giebelwand komplett massiv in Backstein ersetzt. Errichtet 1840/41. | 30831021 |                |
| Breite Straße 53 52° 53′ 27″ N, 10° 57′ 44″ O | Wohnhaus            | Dreigeschossiger, traufständiger Fachwerkbau mit Backsteinausfachung. Straßenseitig aufgestockt (ursprünglich zweigeschossig), daher ungleichhüftiges Satteldach. Errichtet in der zweiten Hälfte des 19. Jahrhunderts. | 30831353 |                |
| Breite Straße 55 52° 53′ 27″ N, 10° 57′ 45″ O | Wohnhaus            | Zweigeschossiger, traufständiger Fachwerkbau mit Backsteinausfachung unter Satteldach in Ziegeldeckung. Dreiachsiges Zwerchhaus mittig in der straßenseitigen Dachfläche. Durchfahrt zum rückwärtigen Wirtschaftshof rechts. Errichtet 1840/41. | 30830406 |                |
| Breite Straße 57 52° 53′ 27″ N, 10° 57′ 46″ O | Wohnhaus            | Zweigeschossiger, traufständiger Fachwerkbau unter Satteldach in Hohlpfannendeckung. Backsteinausfachung. Dreiachsiges Zwerchhaus mittig in der straßenseitigen Dachfläche. Errichtet 1840/41. | 30831334 |                |
| Breite Straße 59 52° 53′ 27″ N, 10° 57′ 47″ O | Wohnhaus            | Zweigeschossiger, traufständiger Fachwerkbau unter Satteldach in Ziegeldeckung. Gefüge verkleidet. Dreiachsiges Zwerchhaus in der straßenseitigen Dachfläche. Errichtet 1840/41. | 30830368 |                |
| Breite Straße 62 52° 53′ 27″ N, 10° 57′ 53″ O | Wohnhaus            | Zweigeschossiger, traufständiger Fachwerkbau mit Backsteinausfachung und unter Satteldach in Ziegeldeckung. Hauseingang ausmittig links in der Straßenfassade, zweiflügelige Haustür mit vorgelagerter Treppe. Eines der wenigen Häuser, die den großen Brand von 1840 überlebt haben. Errichtet Ende des 18. Jahrhunderts. | 30830328 |                |
| Breite Straße 64 52° 53′ 27″ N, 10° 57′ 54″ O | Wohnhaus            | Bescheidener, eingeschossiger, traufständiger Fachwerkbau unter Satteldach. Hell geschlämmte Backsteinausfachung. Sehr großes, vierachsiges Zwerchhaus ausmittig in der straßenseitigen Dachfläche. Errichtet Ende des 19. Jahrhunderts. | 30830290 |                |
| Breite Straße 65 52° 53′ 27″ N, 10° 57′ 50″ O | Wohnhaus            | Traufständiger zweigeschossiger verputzter Fachwerkbau mit profilierten Fensterlaibungen und geschosstrennendem Gesimsband unter Halbwalmdach in roter Hohlpfannendeckung. Zweiachsiges Zwerchhaus unter Walmdach. Symmetrischer Fassadenaufriss. Um 1780(?). Umbauphase Mitte des 19. Jahrhunderts. | 30831315 |                |
| Breite Straße 67 52° 53′ 27″ N, 10° 57′ 51″ O | Wohnhaus            | Zweigeschossiger, traufständiger Fachwerkbau mit Backsteinausfachung unter Satteldach in Ziegeldeckung. Zweiflügelige, zeitgenössische Haustür. Linksseitige Tordurchfahrt rekonstruiert. Errichtet 1840/41. | 30831296 |                |
| Breite Straße 68 52° 53′ 27″ N, 10° 57′ 56″ O | Brauereigebäude     | „Königliches Brauhaus“ von 1724 im „Schwarzen Viertel“ im Osten der Breiten Straße (so genannt nach den Rußschwärzungen beim Brand von 1840; in diesem Bereich hatten einige Gebäude das Großfeuer überstanden). | 30830054 |                |
| Breite Straße 69 52° 53′ 27″ N, 10° 57′ 51″ O | Wohnhaus            | Zweigeschossiger, traufständiger Fachwerkbau mit Backsteinausfachungen unter Halbwalmdach in Ziegeldeckung. Symmetrische Straßenfassade. Errichtet 1840/41. | 30830035 |                |
| Breite Straße 70 52° 53′ 25″ N, 10° 57′ 57″ O | Wohnhaus            | Zurückgesetzt an einer Seitengasse gelegener zweigeschossiger, traufständiger Fachwerkbau unter Satteldach. Backsteinausfachung. Errichtet Ende des 18. Jahrhunderts und damit eines der Häuser, die den Brand von 1840 überstanden haben. | 30830269 |                |
| Breite Straße 71 52° 53′ 28″ N, 10° 57′ 52″ O | Wohnhaus            | Giebelständiges zweigeschossiges Fachwerkgebäude mit Backsteinausfachung und unter Satteldach. Traufseitig teilweise Lehmstakung, Haustür ausmittig links in straßenseitigem Giebel, Obergeschoss und Giebeldreieck leicht vorgekragt. Errichtet 1840/41. | 38550891 |                |
| Breite Straße 72 52° 53′ 26″ N, 10° 57′ 58″ O | Wohnhaus            | Kleiner, eingeschossiger Fachwerkbau traufständig zur Straße. Ungleichhüftiges Satteldach in Schieferdeckung. Hell geschlämmte Backsteinausfachung. Dreiachsiges Zwerchhaus in der straßenseitigen Dachfläche. Hauseingang seitlich. Errichtet Ende des 19. Jahrhunderts. | 30830250 |                |
| Breite Straße 75 52° 53′ 28″ N, 10° 57′ 54″ O | Wohnhaus            | Zweigeschossiger, traufständiger Fachwerkbau unter Halbwalmdach. Hell geschlämmte Backsteinausfachung. Obergeschoss leicht vorkragend, Hauseingang ausmittig links in der Straßenfassade, zeitgenössische einflügelige Hauseingangstür. Errichtet in der zweiten Hälfte des 18. Jahrhunderts und damit vor dem Brand von 1840. | 30830189 |                |
| Breite Straße 77 52° 53′ 28″ N, 10° 57′ 55″ O | Wohnhaus            | Zweigeschossiger giebelständiger Fachwerkbau unter Krüppelwalmdach in Ziegeldeckung. Völlig verkleidet. Errichtet wohl Ende des 18. Jahrhunderts. | 30829979 |                |
| Breite Straße 79 52° 53′ 28″ N, 10° 57′ 56″ O | Wohnhaus            | Zweigeschossiger traufständiger Backsteinbau unter ziegelgedecktem Krüppelwalmdach. Errichtet Ende des 19. Jahrhunderts, Fassade um 1920/30. | 30830152 |                |
| Breite Straße 85 52° 53′ 23″ N, 10° 58′ 11″ O | Nebengebäude        | Eingeschossiger, winkelförmiger Massivbau unter Satteldach mit Hohlpfannendeckung; ausgestellter Eckpavillon im Winkel. | 30831523 |                |
| Breite Straße 85 52° 53′ 22″ N, 10° 58′ 10″ O | Villa               | Außerhalb des Ortes gelegene freistehende Villa. Eingeschossiger, durch Gebäudevor- und Rücksprünge stark gegliederter Massivbau. Bewegte Dachlandschaft mit Aufbauten in Fachwerk. Hohlpfannendeckung. Zeitgenössische Tür- und Fenstereinbauten. Stall und Remise angebaut. Errichtet um 1910. | 30831543 |                |
| Breite Straße 85 52° 53′ 22″ N, 10° 58′ 8″ O  | Pavillon (Bauwerk)  | Kleiner quadratischer Gartenpavillon in Holzkonstruktion, die nordwestliche Grundstücksecke einnehmend. | 30831937 |                |
| Breite Straße 85 52° 53′ 22″ N, 10° 58′ 9″ O  | Einfriedung         | Einfriedung in Form einer Mauer des Grundstücks entlang der Breiten Straße aus der Bauzeit des Hauses. | 30831959 | BW             |

### Ehemalige Denkmale in Bergen an der Dumme
| Lage                                          | Bezeichnung | Beschreibung                                                         | ID | Bild |
| --------------------------------------------- | ----------- | -------------------------------------------------------------------- | -- | ---- |
| Bergstraße 1 52° 53′ 27″ N, 10° 57′ 17″ O     | Wohnhaus    | Beispiel einer Nachsiedlung/Ortserweiterung nach dem Brand von 1840. |    |      |
| Breite Straße 74 52° 53′ 26″ N, 10° 57′ 58″ O | Wohnhaus    |                                                                      |    |      |

## Banzau

### Einzelobjekte in Banzau
| Lage                                 | Bezeichnung               | Beschreibung | ID       | Bild |
| ------------------------------------ | ------------------------- | --- | -------- | ---- |
| Banzau 2 52° 53′ 16″ N, 10° 56′ 9″ O | Wohn-/ Wirtschaftsgebäude | Zum Dorfplatz des Rundlings giebelständiges Vierständerhaus mit Vorschauer, Längsdiele und Gitterfachwerkgiebel. Backsteinausfachung. Satteldach mit Krempziegeldeckung. Errichtet 1816 (i). | 30831918 |      |
| Banzau 6 52° 53′ 19″ N, 10° 56′ 8″ O | Wohn-/ Wirtschaftsgebäude | Zum Dorfplatz des Rundlings giebelständiges Vierständerhaus mit Vorschauer. Längsdiele und Giebeldreieck in Gitterfachwerk mit Backsteinausfachung. Traufseitig Lehmstakung. Halbwalm am Wohnende. Hier Giebelwand in Backsteinmauerwerk erneuert. Dach mit roten Hohlpfannen gedeckt. Errichtet 1808 (i). | 30831863 |      |

### Ehemalige Denkmale in Banzau
| Lage                              | Bezeichnung                  | Beschreibung | ID | Bild |
| --------------------------------- | ---------------------------- | ------------ | -- | ---- |
| Nr. 4 52° 53′ 18″ N, 10° 56′ 5″ O | Wohn- und Wirtschaftsgebäude |              |    |      |

## Belau

### Gruppe baulicher Anlagen in Belau
| Lage                                     | Bezeichnung | Beschreibung | ID       | Bild |
| ---------------------------------------- | ----------- | --- | -------- | ---- |
| Belau Nr. 3 52° 52′ 33″ N, 10° 56′ 58″ O | Hofanlage   | Bestehend aus einem Wohn-/Wirtschaftsgebäude von 1819 und einer das Grundstück nach Westen zum Dorfplatz begrenzenden Torscheune aus der zweiten Hälfte des 19. Jahrhunderts. | 30825539 | BW   |
| Belau Nr. 6 52° 52′ 32″ N, 10° 56′ 52″ O | Hofanlage   | Bestehend aus einem jüngeren Wohnhaus und einem Wohn-/Wirtschaftsgebäude des späten 18. Jh. sowie einer Längsdurchfahrtscheune des 19. Jahrhunderts.                          | 30825559 | BW   |

### Einzelobjekte in Belau
| Lage                                     | Bezeichnung              | Beschreibung | ID       | Bild |
| ---------------------------------------- | ------------------------ | --- | -------- | ---- |
| Belau Nr. 3 52° 52′ 33″ N, 10° 56′ 56″ O | Scheune                  | Traufständige Torscheune an der westlichen Grundstücksgrenze. Wandständerbau unter Satteldach. Backsteinausfachung. Massiver Backsteinanbau am Südgiebel. Errichtet in der zweiten Hälfte des 19. Jahrhunderts. | 30831845 |      |
| Belau Nr. 3 52° 52′ 33″ N, 10° 56′ 58″ O | Wohn-/Wirtschaftsgebäude | Vierständerhaus mit Vorschauer. Wirtschaftsgiebel in Gitterfachwerk. Lehmstakung. Satteldach mit Zementplattendeckung. Errichtet 1819 (i).                                                                      | 30831698 | BW   |
| Belau Nr. 6 52° 52′ 31″ N, 10° 56′ 53″ O | Wohnhaus                 | Großzügiges eingeschossiges Wohnhaus, massiv, unter bewegtem Mansarddach. Errichtet um 1920. | 30830821 | BW   |
| Belau Nr. 6 52° 52′ 31″ N, 10° 56′ 51″ O | Scheune                  | Fachwerkbau mit Backsteinausfachung unter Satteldach. Ausmittige Längsdiele. Errichtet 1856 (i). | 30831583 | BW   |
| Belau Nr. 6 52° 52′ 33″ N, 10° 56′ 53″ O | Wohn-/Wirtschaftsgebäude | Vierständerhaus mit Vorschauer. Gitterfachwerkgiebel mit Backsteinausfachung, unter Satteldach. Errichtet 1794 (i).                                                                                             | 30831619 | BW   |

### Ehemalige Denkmale in Belau
| Lage                               | Bezeichnung | Beschreibung | ID | Bild |
| ---------------------------------- | ----------- | ------------ | -- | ---- |
| Nr. 5 52° 52′ 31″ N, 10° 56′ 54″ O | Hofanlage   |              |    | BW   |

## Brüchauer Mühle

### Einzelobjekt
| Lage                                | Bezeichnung                    | Beschreibung | ID | Bild |
| ----------------------------------- | ------------------------------ | --- | -- | ---- |
| Nr. 12 52° 54′ 28″ N, 10° 56′ 44″ O | Wassermühle mit Wirtschaftshof | Langgestreckter, eingeschossiger Fachwerkbau unter Halbwalmdach. Windenerker in der südwestlichen Dachfläche. Nordöstliche Traufseite in Backsteinmauerwerk erneuert. Errichtet Anfang des 19. Jahrhunderts. |    |      |

## Jiggel

### Gruppe baulicher Anlagen in Jiggel
| Lage                         | Bezeichnung              | Beschreibung | ID       | Bild |
| ---------------------------- | ------------------------ | --- | -------- | ---- |
| 52° 54′ 27″ N, 10° 57′ 45″ O | Siedlungskern (Ortskern) | Der Kern des Dorfes Jiggel besteht aus fünf erhaltenen großen Hofanlagen, deren Wohn-/Wirtschaftsgebäude aus dem 19. Jahrhundert sich alle mit dem Giebel zum Dorfplatz hin orientieren. Die Nebengebäude entstammen teilweise noch dem 18. Jahrhundert. Eine Besonderheit bildet die gut erhaltene Hofanlage Jiggel Nr. 9, die die Jiggeler Mühle und Nebengebäude umfasst. | 30825579 |      |

### Einzelobjekte in Jiggel
| Lage                                       | Bezeichnung              | Beschreibung | ID       | Bild |
| ------------------------------------------ | ------------------------ | --- | -------- | ---- |
| Jiggel Nr. 1 52° 54′ 28″ N, 10° 57′ 45″ O  | Wohn-/Wirtschaftsgebäude | Zum Dorfplatz giebelständiges Vierständerhaus mit Längsdiele. Wirtschaftsgiebel in Gitterfachwerk mit Backsteinausfachung, teilweise verbrettert. Außerdem Anordnung von Kopfbändern und zweifeldrigen Fußstreben. Satteldach mit Betondachsteinen in Krempziegelform. Kübbung an der Nordwesttraufe. Errichtet 1801 (i).                                                         | 30829865 |      |
| Jiggel Nr. 2 52° 54′ 27″ N, 10° 57′ 44″ O  | Nebengebäude             | Langgestreckter Wandständerbau mit Hochrähmzimmerung und durchgehälster Ankerbalkenkonstruktion. Westgiebel mit Backsteinausfachung, sonst Lehmstakung. Satteldach mit Biberschwanzkronendeckung. Errichtet 1798 (i). | 30829825 |      |
| Jiggel Nr. 2 52° 54′ 28″ N, 10° 57′ 45″ O  | Wohn-/Wirtschaftsgebäude | Zum Dorfplatz giebelständiges Vierständerhaus mit Längsdiele. Wirtschaftsgiebel mit Gitterfachwerk. Backsteinausfachung. Unter Satteldach. Errichtet 1856 (i). | 30829844 |      |
| Jiggel Nr. 3 52° 54′ 25″ N, 10° 57′ 45″ O  | Scheune                  | Fachwerkbau in Vierständerbauweise. Inneres Gefüge und hofseitiger Giebel mit Dielentor erhalten. Hier Backsteinausfachung und teilweise Verbretterung. Alle übrigen Außenwände in Kalksandsteinmauerwerk erneuert. Satteldach mit Betonsteinen in Krempziegelform. Errichtet 1830 (i).                                                                                           | 30829743 | BW   |
| Jiggel Nr. 3 52° 54′ 26″ N, 10° 57′ 44″ O  | Stall                    | Langgestreckter Wandständerbau mit Unterrähmzimmerung. Backsteinausfachung, teilweise Lehmstakung. Hofseitig Stalltüren und Einfahrtstor. Satteldach mit roter Hohlpfannendeckung. Errichtet 1840 (i). | 30829762 |      |
| Jiggel Nr. 3 52° 54′ 26″ N, 10° 57′ 45″ O  | Wohn-/Wirtschaftsgebäude | Zum Dorfplatz giebelständiges Vierständerhaus mit Längsdiele. Wirtschaftsgiebel in Gitterfachwerk mit Backsteinausfachung. Satteldach mit Betondachsteinen in Krempziegelform. Halbwalm am Wohnende. Errichtet 1853 (i). | 30829783 |      |
| Jiggel Nr. 5 52° 54′ 26″ N, 10° 57′ 43″ O  | Wohn-/Wirtschaftsgebäude | Zum Dorfplatz giebelständiges Vierständerhaus mit Backsteinausfachungen und teilweise Lehmstakung hinter vertikaler Holzverschalung unter Satteldach in Doppelmulden - falzziegeldeckung. Errichtet 1840 (i). Ziehbrunnen mit seltener Steineinfassung von 1726. | 30829703 |      |
| Jiggel Nr. 5 52° 54′ 25″ N, 10° 57′ 41″ O  | Scheune                  | Fachwerkgebäude mit Backsteinausfachungen und teilweise Lehmstakung unter Satteldach in Doppelmuldenfalzziegeldeckung. Mit ausmittiger Längsdurchfahrt. Errichtet 1841 (i). | 30829724 | BW   |
| Jiggel Nr. 5 52° 54′ 26″ N, 10° 57′ 41″ O  | Stall                    | Langgestreckter Backsteinbau unter ziegelgedecktem Satteldach. Aufzugserker in der östlichen Dachfläche. Errichtet Ende des 19. Jahrhunderts. | 37010495 | BW   |
| Jiggel Nr. 9 52° 54′ 29″ N, 10° 57′ 43″ O  | Stall                    | Langgestreckter Wandständerbau mit Unterrähmzimmerung und Backsteinausfachung, teilweise Lehmstakung. Satteldach mit roter Hohlpfannendeckung. Errichtet 1824 (i). | 30829559 |      |
| Jiggel Nr. 9 52° 54′ 28″ N, 10° 57′ 41″ O  | Scheune                  | Fachwerkbau in Vierständerbauweise. Hofseitiger Giebel mit mittigem von Türen flankiertem Dielentor. Backsteinausfachung. Giebeldreieck verbrettert. Traufseitig Lehmstakung. Satteldach mit roter Hohlpfannendeckung. Errichtet 1814 (i). | 30829577 |      |
| Jiggel Nr. 9 52° 54′ 29″ N, 10° 57′ 41″ O  | Speicher (Bauwerk)       | Zweigeschossiger Fachwerkbau in Stockwerksbauweise mit Backsteinausfachung; unter Satteldach in roter Hohlpfannendeckung. Eingangstür sowie Aufzugsluken im hofseitigen Giebel. Errichtet 1708 (i). | 30829598 |      |
| Jiggel Nr. 9 52° 54′ 29″ N, 10° 57′ 43″ O  | Wohnhaus                 | Zum Hof giebelständiges, zweigeschossiges Fachwerkhaus in Stockwerkbauweise mit Backsteinausfachung; unter Satteldach mit roter Hohlpfannendeckung. Anordnung von Fußstreben im Giebel sowie an den Traufseiten. Errichtet 1734 (i). | 30829620 | BW   |
| Jiggel Nr. 9 52° 54′ 29″ N, 10° 57′ 42″ O  | Mühlengebäude            | Dem Wohnhaus am bachseitigen Giebel quer vorgebautes, zum Bach traufständiges zweigeschossiges Gebäude unter Satteldach mit roter Hohlpfannendeckung. Sehr hohes Erdgeschoss in Backsteinmauerwerk. Obergeschoss in Fachwerk mit Backsteinausfachung. Im Inneren Mahlgänge erhalten. Errichtet als Mühlentrakt und neue Ölmühle Ende des 19. Jahrhunderts.                        | 30829639 | BW   |
| Jiggel Nr. 9 52° 54′ 30″ N, 10° 57′ 43″ O  | Mühlengebäude            | Zum Mühlenbach giebelständiger eingeschossiger Wandständerbau mit Backsteinausfachung, teilweise Lehmstakung; unter Satteldach mit roter Hohlpfannendeckung. Südliche Giebelseite verbrettert. Errichtet 1817 (i) als Ölmühle. Eine Wassermühle wurde hier schon 1450 bezeugt. | 30829662 |      |
| Jiggel Nr. 9 52° 54′ 28″ N, 10° 57′ 43″ O  | Einfriedung              | Backsteinmauer auf Natursteinunterbau als östliche und südliche Grundstücksbegrenzung der Hofanlage. Errichtet um 1900. | 38433275 | BW   |
| Jiggel Nr. 19 52° 54′ 29″ N, 10° 57′ 38″ O | Wohnhaus                 | Eingeschossiger Fachwerkbau mit Backsteinausfachung; mit ausgebautem Dachgeschoss unter Schopfmansarddach. Rechteckiger Grundriss. Austritt im Dachgeschoss sowie fünfachsiges Zwerchhaus, die Symmetrieachse betonend. Gekreuzte Riegel als Fensterstürze, Traufgesims mit Klötzchenfries. Zweiflüglige, zeitgenössische Haustür. Seitlich vorgelegte Treppe. Errichtet um 1900. | 30829541 |      |

### Ehemalige Denkmale in Jiggel
| Lage                                       | Bezeichnung   | Beschreibung | ID       | Bild |
| ------------------------------------------ | ------------- | ------------ | -------- | ---- |
| Jiggel Nr. 12 52° 54′ 29″ N, 10° 56′ 44″ O | Mühlengebäude |              | 30829960 | BW   |

## Nienbergen

### Gruppe baulicher Anlagen in Nienbergen
| Lage                                         | Bezeichnung | Beschreibung | ID       | Bild |
| -------------------------------------------- | ----------- | --- | -------- | ---- |
| 52° 51′ 41″ N, 10° 56′ 40″ O                 | Kirche      | Die Ortsmitte Nienbergens wird bestimmt durch die evangelische Kapelle des 14. Jahrhunderts und den sie umgebenden Friedhof.                           | 30825590 |      |
| Hofanlage Nr. 2 52° 51′ 38″ N, 10° 56′ 41″ O | Hofanlage   | Bestehend aus einem Wohn-/Wirtschaftsgebäude des 18. Jahrhunderts und einer das Grundstück nach Norden abschließenden Torscheune des 19. Jahrhunderts. | 30825611 |      |

### Einzelobjekte in Nienbergen
| Lage                                          | Bezeichnung              | Beschreibung | ID       | Bild |
| --------------------------------------------- | ------------------------ | --- | -------- | ---- |
| Nienbergen 52° 51′ 41″ N, 10° 56′ 40″ O       | Kapelle (Bauwerk)        | Schlichter Saalbau aus Feldsteinmauerwerk unter Satteldach in roter Hohlpfannendeckung. Halbrunde Apsis. Westturm über quadratischem Grundriss. Pyramidendach mit Mönch- und Nonnendeckung. Allseitig rundbogige Schallöffnungen. Am Schiff allseitig hochliegende Fenster. Innen flache Holzbalkendecke. Eingang an der Südseite. Errichtet im 14. Jahrhundert. | 30829375 |      |
| Nienbergen Nr. 1 52° 51′ 40″ N, 10° 56′ 41″ O | Wohn-/Wirtschaftsgebäude | Vierständerhaus unter Satteldach in Ziegeldeckung. Wirtschaftsgiebel in Gitterfachwerk mit Backsteinausfachung. Dielentor und mehrere Gefache verglast. An den Traufseiten und im Wohngiebel erneuerte, sowie nachträgliche Fenster mit imitierter Versprossung und historischen Zierformen. Errichtet 1845 (i).                                                 | 30829501 | BW   |
| Nienbergen Nr. 2 52° 51′ 40″ N, 10° 56′ 42″ O | Scheune                  | Wandständerbau unter Satteldach mit Krempziegeldeckung. Lehmstakung mit Resten ziegelroten Anstrichs. Tordurchfahrt ausmittig links. Links daneben Durchgang. Rechts Schafstall. Hier Tor mit hölzernen Scharnieren. Westliche Giebelseite mit Holzverschalung. Errichtet 1812 (i).                                                                              | 30829417 |      |
| Nienbergen Nr. 2 52° 51′ 38″ N, 10° 56′ 41″ O | Wohn-/Wirtschaftsgebäude | Vierständerhaus mit Längsdiele. Halbwalmdach mit Uhlenlöchern und Zementplattendeckung. Lehmstakung am Wohnende, Backsteinausfachung am Wirtschaftsteil. Hier Einbau eines modernen Spaltbodenlaufstalles. Errichtet 1804 (i). | 30829440 |      |
| Ortsmitte 52° 51′ 41″ N, 10° 56′ 40″ O        | Friedhof                 | Die Kapelle umgebender Friedhof (Fläche und Einfriedung). | 30829355 | BW   |

## Spithal

### Gruppe baulicher Anlagen in Spithal
| Lage                         | Bezeichnung                               | Beschreibung | ID       | Bild |
| ---------------------------- | ----------------------------------------- | --- | -------- | ---- |
| 52° 54′ 32″ N, 10° 54′ 31″ O | Kirchenruine mit Friedhof und Einfriedung | Die Kirche ist wahrscheinlich im Dreißigjährigen Krieg wüst gefallen. Siedlungsspuren in der Nähe der Kirche deuten auf ein slawisches Dorf westlich der Kirche. Das erklärt auch die etwa 500 Meter nördliche Lage zum Dorf. | 30825621 |      |

### Einzelobjekte in Spithal
| Lage                                                 | Bezeichnung  | Beschreibung | ID       | Bild |
| ---------------------------------------------------- | ------------ | --- | -------- | ---- |
| Nordwestlich des Dorfes 52° 54′ 32″ N, 10° 54′ 31″ O | Friedhof     | Friedhof nordwestlich des heutigen Dorfes an einer älteren Siedlungsstelle, eine Kirchenruine umgebend. Umgeben von einer alten Wallhecke. Die ältesten Grabsteine stammen vom Ende 19. Jh.                                                              | 30829312 | BW   |
| Nordwestlich des Dorfes 52° 54′ 32″ N, 10° 54′ 31″ O | Kirchenruine | Kirchenruine aus Feldsteinmauerwerk. Mauerwerksreste aus regelmäßigen quadratisch behauenen Findlingsblöcken. Fensteröffnungen an der Ost- und an der Südseite, Eingang in der Nordfassade. Errichtet um 1200 und damit wohl älteste Kirche des Kreises. | 30829333 | BW   |

### Ehemaliges Denkmal in Spithal
| Lage                               | Bezeichnung               | Beschreibung | ID | Bild |
| ---------------------------------- | ------------------------- | ------------ | -- | ---- |
| Nr. 6 52° 54′ 17″ N, 10° 54′ 50″ O | Wohn-/ Wirtschaftsgebäude |              |    |      |

## Wöhningen

### Ehemaliges Denkmal in Wöhningen
| Lage                               | Bezeichnung                              | Beschreibung | ID | Bild |
| ---------------------------------- | ---------------------------------------- | ------------ | -- | ---- |
| Nr. 2 52° 53′ 57″ N, 10° 55′ 32″ O | Längsscheune an der westlichen Hofgrenze |              |    |      |